# Atlantischer Hering

Heringsschwarm

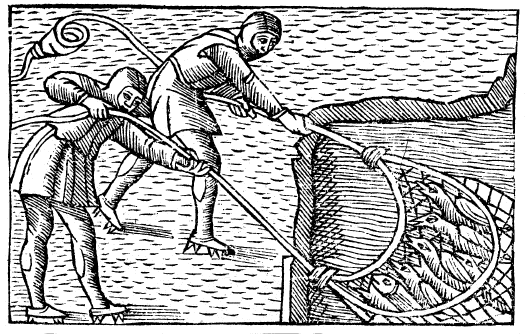
Olaus Magnus: Fischfang (1555)

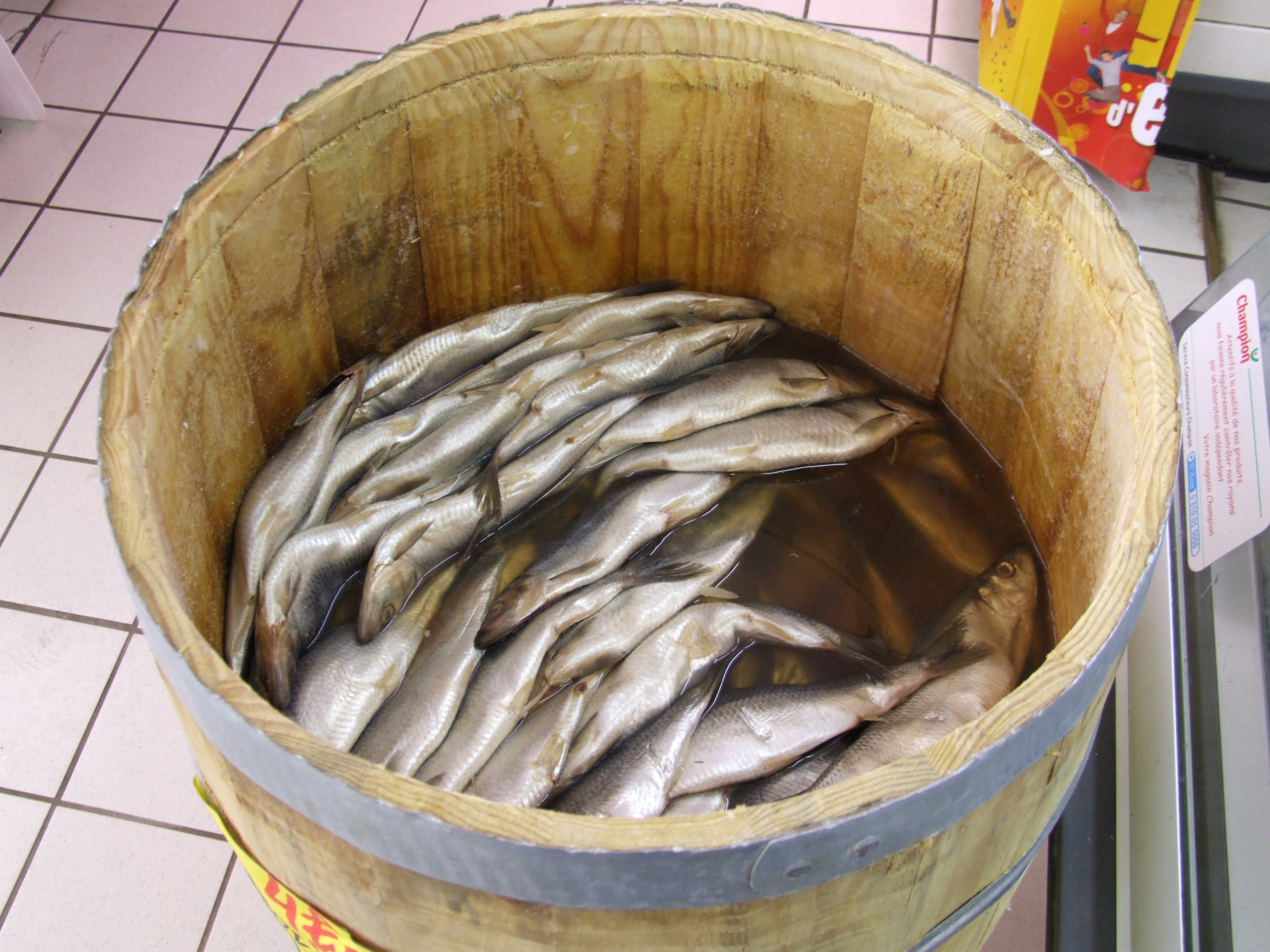
In Salzlake eingelegter Hering wird bis heute in großen Holzfässern ins Inland transportiert und daraus verkauft. Im heutigen Handel spielt dieses Gebinde aber nur noch eine nachgeordnete Rolle.

Der Atlantische Hering (Clupea harengus) ist einer der häufigsten Fische der Welt, einer der bedeutendsten Speisefische und gehört zur Gattung der Echten Heringe. Er wird seit Menschengedenken besonders an seinen Laichplätzen gefangen. Viele Städte wurden in der Nähe der Laichplätze und Durchzugsgebiete gegründet. Für die Hanse war der Atlantische Hering eines der wichtigsten Handelsgüter.
Noch bis in das 20. Jahrhundert hinein war der Atlantische Hering so häufig, dass er als „Arme-Leute-Essen“ galt. Heute sind die Bestände durch starke Befischung und ökologische Probleme in der Ostsee deutlich zurückgegangen, laut dem Internationalen Rat für Meeresforschung (ICES) von rund 300.000 Tonnen im Jahr 1991 auf rund 105.000 Tonnen im Jahr 2020. Als Ursache dafür wird vor allem der mit dem Klimawandel verbundene Anstieg der Meerestemperatur vermutet.
Der Atlantische Hering wurde in Deutschland 2021 und 2022 zum Fisch des Jahres ernannt.

## Verbreitung und Lebensraum
Die Art verfügt über ein weiträumiges Verbreitungsgebiet im Nordatlantik, das sich vom Golf von Biskaya in die Ostsee und nördlich im Arktischen Ozean bis nach Spitzbergen und Nowaja Semlja erstreckt. In westlicher Richtung dehnt es sich über Island und das südwestliche Grönland bis an die Küsten von South Carolina aus. Der Atlantische Hering lebt in Tiefen bis etwa 360 Meter sowohl pelagisch im Freiwasser als auch in küstennahen Bereichen.

## Merkmale
Der schlanke und seitlich abgeflachte Fisch kann eine Körperlänge von etwa 45 Zentimeter und dabei ein Körpergewicht von ungefähr einem Kilogramm erreichen, meist bleibt er jedoch kleiner. Das große, leicht oberständige Maul endet vor dem Hinterrand der mit einem durchsichtigen Fettlid ausgestatteten Augen. Der Rücken ist von stahlblauer, dunkelgrauer oder grünlicher Farbe, während Seiten und Bauch silbrig gefärbt sind. Die Bauchflossen und die Afterflosse sind weißlich transparent. Basis und der obere Rand der Brustflossen sind von dunkler Farbe. Die kurze Rücken- und die tief gegabelte Schwanzflosse erscheinen vollständig dunkel gefärbt. Im Unterschied zur im Habitus recht ähnlichen Sprotte (Sprattus sprattus) befindet sich der Ansatz der Bauchflossen hinter der Vorderkante der Rückenflosse und die Schuppen am Bauch sind abgerundet und nicht gekielt. Ferner unterscheidet sich der Hering durch eine ovale Ansammlung kleiner Zähne am Pflugscharbein (Vomer) von anderen Mitgliedern seiner Familie. Eine Seitenlinie fehlt, es findet sich nur das Kopfkanal-System: ein aus 4 verknöcherten Röhren bestehendes, druckempfindliche Zellen aufweisendes Organ, das eine Orientierung zur Nahrung ermöglicht. In einer mittleren Längsreihe trägt der Hering mehr als 60 seiner relativ großen und nur lose sitzenden Schuppen. Im Körperbau stimmt er mit dem Pazifischen Hering weitestgehend überein.
- Flossenformel: Dorsale 17–21, Anale 14–20, Pectorale 15–19, Ventrale 7–10

## Lebensweise
Der Atlantische Hering lebt in Schwärmen mit teilweise sehr hoher Bestandsdichte. Der Fisch ernährt sich zunächst von Phytoplankton (Algen), später von Zooplankton, wie kleinen Krebstieren, pelagischen Schnecken und Fischlarven,  die auf Sicht gejagt und mit Hilfe der Kiemenreuse aus dem Wasser filtert werden, sowie von kleinen Fischen. Das Epibranchialorgan ist reduziert. Bei entsprechender Planktondichte geht er dazu über, mit weit geöffneten Maul und Kiemenöffnungen durchs Wasser zu ziehen und so die Nahrung auszuseihen. Dieses „ram feeding“ wird nur kurzzeitig durch Schluckbewegungen unterbrochen. Am Tage hält er sich vorwiegend in tieferen Wasserschichten auf, während er des Nachts seiner Nahrung bei deren Vertikalwanderung an die Oberfläche folgt.
Untersuchungen des Mageninhaltes von ausgewachsenen Heringen haben gezeigt, dass die Tiere im Herbst statt Plankton Fische fressen. Dass Heringe sich auch von Fischen ernähren, war bislang nicht bekannt.
Der Atlantische Hering ist in der Lage, Geräusche zu erzeugen und auch selbst wahrzunehmen. Dank einer Verbindung von der Schwimmblase zum Mittelohr hört er gut – nicht aber Ultraschall, wie ihn Zahnwale zum Orten verwenden. Die Geräusche werden vorwiegend nachts und offenbar durch Ausstoßen von Gas aus einem Schwimmblasen-Porus vor der Afteröffnung erzeugt. Der Zweck dieses Verhaltens ist noch unklar; da sich aber die Geräuschproduktion mit der Größe des Schwarms steigert, kann man es auch als Kommunikation deuten.

## Fortpflanzung
Der Zeitpunkt der Fortpflanzungsphase schwankt populationsabhängig stark. Die Paarung des Atlantischen Herings findet küstennah in einer Tiefe zwischen 40 und 70 Metern statt, meist in der Übergangsschicht von Küsten- und dem salzhaltigeren Tiefenwasser. Die weiblichen Tiere geben dabei etwa 20.000 bis 50.000, bei großen Exemplaren ausnahmsweise bis zu 200.000 der 1,2 bis 1,5 Millimeter großen Eier ab. Die Befruchtung durch die Männchen erfolgt im offenen Wasser. Brutpflege wird durch die Elterntiere nicht betrieben. Die befruchteten Eier sind klebrig und sinken auf den Grund, wo sie an Steinen, Pflanzen und aneinander haften. Bei einer Wassertemperatur von 9 Grad Celsius schlüpfen die Larven nach zwei Wochen, höhere Temperaturen verkürzen die Reifedauer. Die zwischen 7 und 9 Millimeter großen Larven steigen zur Oberfläche auf, wobei sie sich zum Licht orientieren. Nach etwa einer Woche haben sie ihren Dottersack aufgezehrt und beginnen sich von sehr kleinen Planktonalgen und den Larven von Krebstieren zu ernähren. Mit einer Gesamtlänge von 15 bis 17 Millimeter bilden die Larven ihre Rückenflosse aus. After- und Bauchflossen und die Einkerbung der Schwanzflosse erscheinen bei etwa drei Zentimeter Körperlänge. Ab ungefähr vier Zentimeter Körpergröße werden die Schuppen gebildet und der Nachwuchs beginnt seinen Eltern zu gleichen. Nach drei bis sieben Jahren erlangen die Jungfische die Geschlechtsreife. Der Atlantische Hering kann ein Alter von über 20 Jahren erreichen.

## Rolle im Ökosystem
Für eine sehr große Zahl von Arten stellt der Atlantische Hering eine wichtige Nahrungsquelle dar, neben dem Menschen beispielsweise für eine Reihe von Dorschartigen, Thunfischen, Makrelen, Robben und Walen.

## Ökonomische und politische Wirkungen des Heringsfangs in Europa
Der Heringsfang in der Ostsee ist untrennbar mit dem Aufstieg der Hanse zur regionalen Wirtschaftsmacht verbunden. Der Hering war als eiweißreiches Nahrungsmittel und Fastenspeise im Mittelalter sehr begehrt, zusätzlich hatte er durch Einlegen in Salz oder Salzlake (mit Salz aus Lüneburg) den Vorteil, gut transportiert und gelagert werden zu können. Fastenzeiten waren im Mittelalter sehr ausgedehnt und umfassten bis zu einem Drittel des Jahres.
Die Salzheringproduktion führte unter anderem auch zum Bau der Alten Salzstraße und des Stecknitzkanals zwischen Elbe und Trave, einem der ersten Kanalprojekte der Neuzeit in Mitteleuropa, für den Antransport des Lüneburger Salzes via Lübeck nach Schonen. Die dortigen hansezeitlichen Verarbeitungsplätze, Skanör und Falsterbo, wurden während der Saison im August und September zu Großstädten mit bis zu 20.000 Menschen. Eingelagert in zu einem Fünftel mit Salz gefüllten Fässern aus mecklenburgischem und pommerschem Holz, zertifiziert mit dem eingebrannten Siegel der Stadt Lübeck, wurden die Heringstonnen bis Nürnberg und Regensburg gehandelt.
Ein weiterer wichtiger Handelsweg verlief von den Häfen und Weiterverarbeitungseinrichtungen der Niederlande über den Rhein nach Köln, von wo aus weite Teile des westlichen und südlichen Heiligen Römischen Reiches versorgt wurden. Die niederländischen Produzenten verdrängten zwischen 1380 und 1400 Schonen als wichtigste Herkunftsregion für den in Köln gehandelten Hering. Häufig betrieben Kölner Händler auch Tauschhandel mit Hering aus dem Norden gegen Wein aus dem Süden. Mit dem Fischkaufhausmeister und seinen Helfern bestand eine spezielle Gruppe städtischer Beauftragter, die die Qualität des Herings zu überwachen hatten.
Ab etwa 1500 verminderten sich stetig die Heringsschwärme in der Ostsee, bis sie Mitte des 16. Jahrhunderts fast völlig ausblieben. Mit der zunehmenden wirtschaftlichen Bedeutung des Nordseeherings ab dem Ende des 15. Jahrhunderts begann der Aufstieg der niederländischen Generalstaaten und der Niedergang der Hanse.
Massive Überfischung im Nordatlantik, unter anderem auch der Heringsbestände, führte zwischen 1958 und 1975 zu den sogenannten Kabeljaukriegen mit schweren politischen Konflikten zwischen Island und anderen europäischen Staaten. Island weitete darauf schrittweise seine Einflusszone im Nordatlantik bis hin zur 200-Seemeilen-Zone aus und veränderte damit auch das internationale Seerecht und das Völkerrecht. Seither haben internationale Fischerei-Vereinbarungen aber dazu geführt, dass der Hering (im Gegensatz etwa zum Kabeljau) in seinen atlantischen Beständen nicht bedroht ist.

## Nutzung und Zubereitungen

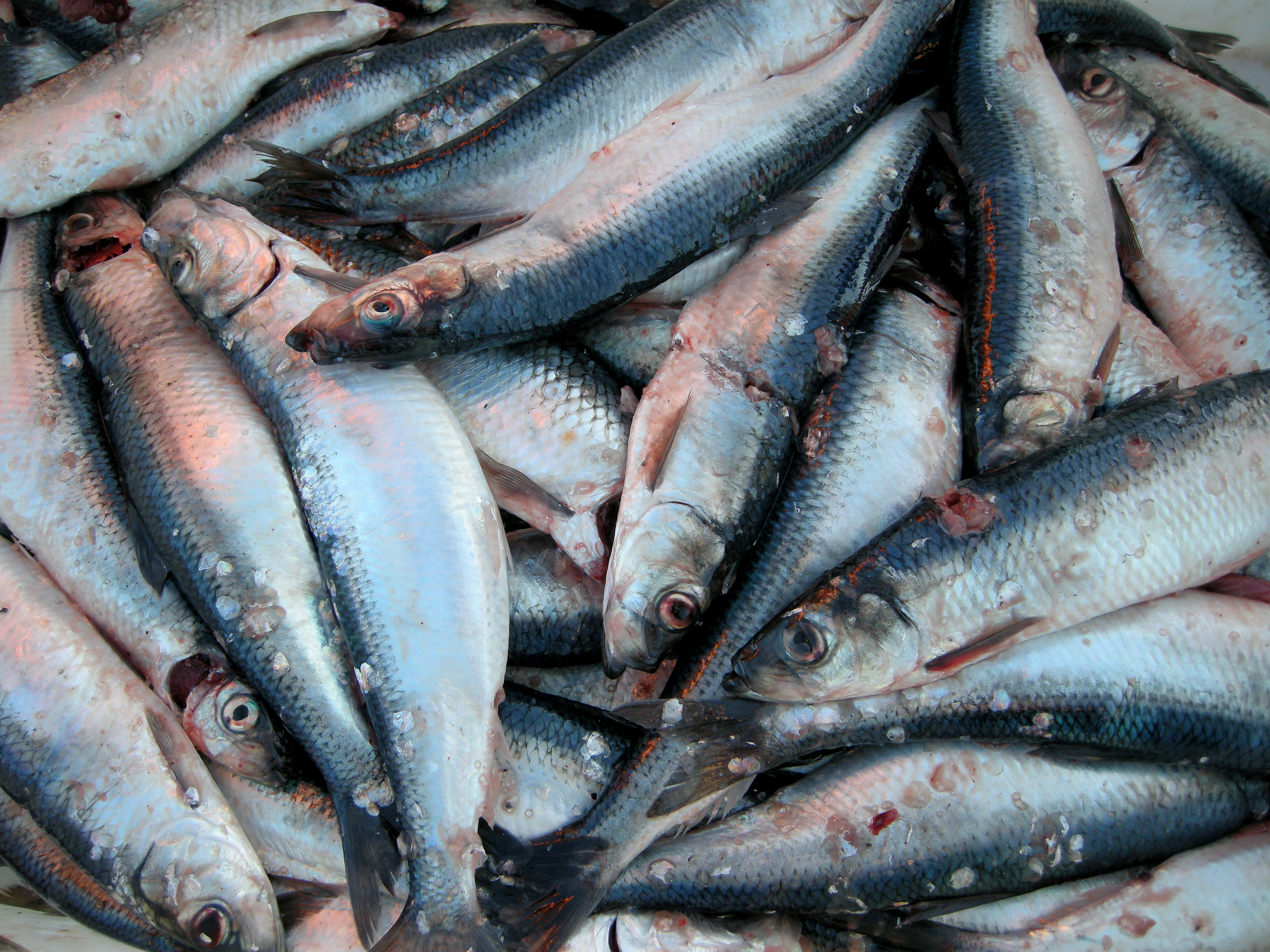
Atlantische Heringe (Fang vor der norwegischen Küste)

Der Hering zählt als fetter Speisefisch wegen seines Nährwerts mit hohem Eiweißgehalt, einer günstigen Fettsäurenzusammensetzung sowie des Gehalts an Jod und Selen zu den wichtigsten Speisefischen der Welt. Abhängig vom Zeitpunkt des Fangs haben der Ernährungszustand des Herings und die sich jährlich wiederholende Fortpflanzungsphase Einfluss auf die verfügbare Fleischqualität. 
Bei der Rohware lassen sich unterscheiden:
- Matjesheringe, Fettheringe

Im Frühjahr beginnt der Fisch, neue Fettreserven aufzubauen. Der Rogen oder die Spermamilch sind noch nicht entwickelt. Dafür reichern sich im Fettansatz die Geschmacksstoffe des Herings an. Bei bester Ernährung weist der Matjeshering, unabhängig von seiner Größe, einen Fettgehalt von etwa 18 % im ausgenommenen Zustand bzw. etwa 14 % als Filet auf. Nur die Matjesheringe sind geeignet, zu sogenannten Matjes-Salzlakenfilets weiterverarbeitet zu werden. Der ganze Matjeshering hat dementsprechend auch als sogenannter grüner Hering eine höhere Qualität als der Hering in seinen saisonal späteren Entwicklungsphasen.
- Vollheringe

Sie enthalten nun bereits die Milch oder den Rogen. Der Fettansatz ist jedoch mit einem Teil der Geschmacksstoffe zurückgebildet. Der Vollhering findet zum Beispiel traditionell Verwendung als geräucherter Bückling.
- Hohlheringe, Ihlen, Schotten

Der Fisch hat abgelaicht, das Fleisch ist mager und trockener. Daher bietet sich seine Verwendung eher zu Marinaden wie beim Rollmops, Bismarckhering oder zu Fischsalaten an.
Auf den Fangschiffen wird der Hering nach der Vorsortierung meist als Ganzes gleich zur Konservierung gefroren und gelangt in dieser Form in den Großhandel sowie in die Weiterverarbeitung. Die Lebensmittelindustrie bietet den bereits filetierten Hering in unterschiedlichsten Aufbereitungen servierfertig abgepackt, in der Dose oder im Glas an. Eine der bekanntesten Konserven dieses Fisches ist wohl der Hering in Tomatensauce.
Die meisten Arten der Zubereitung und der Konservierung gehen jedoch auf die langen Traditionen und Gewohnheiten in den Ländern des Heringsfangs zurück:
- gebratener Hering (siehe auch Grüne Heringe gebraten bzw. Hering nach Müllerin-Art)
- Brathering in süß-saure Marinade eingelegt
- Räucherhering (Bückling, Räuchermops)
- marinierter Hering
  - Rollmops
  - Bismarckhering, benannt nach Otto von Bismarck
  - Sild (nach dem dänischen und norwegischen Wort für Hering), mit Salz und Essig im Fass gelagert[17]
- Salzhering, ein wichtiges Handelsgut während der Hansezeit
- Matjes
- Grüner Hering (auch Hering grün)
- Surströmming
- Heringssalat
- Heringsstipp